# Macoma (Deltawerken)
Het werkschip de Macoma (Nonnetje, een schelpdier) werd precies afgemeerd op de plek waar een pijler van de Oosterscheldekering geplaatst zou worden. Nadat de Ostrea een pijler had opgepikt, meerde deze tegen de Macoma af. Om de Ostrea enige stabiliteit te kunnen bieden, had het ponton een koppelmechanisme van 600 ton koppelkracht. De Macoma had ook nog een tweede functie. Een enorme stofzuiger moest ervoor zorgen dat er geen zand kwam tussen de pijler en de ondergrond. Omdat de eb- en vloedbeweging dagelijks grote hoeveelheden zand verplaatsen, was dit een uiterst moeilijke taak. 

## Details, afmeerponton
De stofzuiger (dustpan) had een breedte van 27m en kon zo in één werkgang het vers afgezet zand op de funderingsmatten verwijderen. De Macoma kon werken tot dieptes van 32 m onder zeeniveau. 

Het dek van de ponton heeft gescheiden lessenaars voor de bediening van de verschillende functies, vooral ingenomen door lier-opstellingen. Er staan vier lieren van 100 ton trekkracht, twee van 90 ton en twee van 60 ton. Voor de koppeling met de Ostrea heeft de Macoma bovendien de beschikking over een hydraulische koppelconstructie van 800 ton, bestaande uit vier horizontale cilinders die de benodigde kracht overbrengen op stalen ringen die sluiten over de pennen aan boord van de Ostrea. Door een heel precies plaatsbepalingssysteem (minilir) kon de Ostrea vrij varend de koppelpunten met de stilliggende Macoma opzoeken. Aan de voorzijde van de Macoma zit een beun van 22,50 bij 9,50 m, die na de koppeling aansluit op de beun van de Ostrea. Hierin beweegt de baggerladder van de opschooninstallatie waarmee de funderingsmat en eventueel de tegelmat vlak voor de pijler erop gaat worden neergezet, nog een keer zandvrij worden gemaakt. De werkbreedte van de opschoon-apparatuur is 28,50 m, een ruimte die voornamelijk wordt ingenomen door zes stofzuigerkoppen van elk 4,70 m breed. Hierop staan twee onderwaterpompen met elk een vermogen van 800 kW, en een nominaal zuigdebiet van 2,3 m³/s. Om de aangetroffen aanzanding in suspensie te brengen zijn bovendien krachtige spuitinstallaties aangebracht. Achter de zuigkoppen zitten zanddiktemeters gemonteerd die na het zuigen de eventueel resterende laagdikte op de funderingsmat meten, zodat men meteen ziet of er afdoende gezogen is.

## Mattenlegger

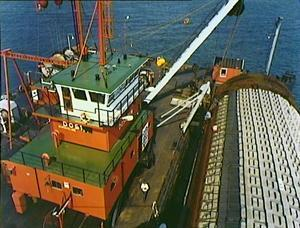
Mattenlegger DOS I

De bodembeschermingsmatten zijn meestal gelegd door de Cardium, maar de tegelmatten onder de stormvloedkering zijn geplaatst door de mattenlegger DOS I. Omdat dit schip niet eenvoudig te positioneren was, werd het gekoppeld aan de Macoma, die voor het uitrollen de onderliggende matten zandvrij maakte. 